# Imperio mogol
El Imperio mogol, Imperio mogol de la India o Gran mogol (en chagatai: Babür İmparatorluğu; en persa: شاهان مغول‎, romanizado: Shāhān-e Moġul; en urdu: مغل باد شاہ‎, romanizado: Mughal Baadshah) fue un poderoso Estado túrquico islámico del subcontinente indio, que existió entre los siglos XVI y XIX. Abarcó en su período de apogeo la mayor parte de los territorios actualmente correspondientes a la India, Pakistán y Bangladés, llegando a poseer zonas de Afganistán, Nepal, Bután y el este de Irán.

## Nombre
El nombre «mogol», a veces también «mogul», deriva del persa y es una corrupción del término mongol, en alusión al origen de la dinastía timúrida de Babur. Este origen mongol no era evidente en estos soberanos, cuya cultura estaba fuertemente influida por Persia.
Generalmente no era usado por los propios soberanos, que preferían llamarlo Imperio de Babur o Gurkani (del persa: گورکانیان, gūrkāniyān ‘yernos’) si se referían a la dinastía. 
A partir del siglo XVIII y en Occidente, sin embargo, el nombre Mogol fue prevaleciendo; al principio como designación de su soberano: El Gran Mogol y por extensión, del imperio. Desde el siglo XIX es usado en las obras históricas.
El Ain-i-Akbari, documento que registra las características de la administración de Akbar, usa Hindustán como nombre del estado.
Este imperio es considerado por la historiografía paquistaní como el antepasado histórico de Pakistán.

## Historia
El Imperio Mogol recibió tal nombre porque sus soberanos pertenecían por la línea materna de su fundador, es decir, a descendientes del jan turcoTamerlán (o Timur Lang).
Los inicios del Imperio Mogol se remontan a un periodo de debilidad del poder timúrida. Los uzbecos en 1507 prácticamente aniquilaron a los mogoles timuríes en el área que había sido el centro de su poderío: la Transoxiana y el Jurasán. Perseguidas, las tropas mogolas se retiraron al sur de la cordillera del Hindú Kush, y desde esta zona al centro del actual Afganistán. Uno de los descendientes de Tamerlán, llamado Zahir al-Din Muhammad, más conocido como Babar o Baber aprovechó las discordias existentes en el Subcontinente Indio para invadirlo tiempo después.
En 1526, Babur derrotó al último de los sultanes de Delhi, Ibrahim Lodi, en la Batalla de Panipat. 
El imperio fue prácticamente conquistado durante el reinado de Humayun por el líder afgano Sher Shah Suri que estableció la dinastía Suri, aunque Humayun acabó recobrando el poder. Más tarde, con Akbar en el poder, el imperio creció de forma considerable y siguió creciendo hasta el final del reinado de Aurangzeb. A la muerte de Aurangzeb en 1707, el imperio inició un lento pero imparable declive, aunque mantuvo el poder en el subcontinente indio durante 150 años más. El Imperio Británico terminó con el mogol en 1857.
Este Imperio Mogol (que dominó la India entre principios del siglo XVI y mediados del XIX) no se debe confundir con el Imperio Mongol (que dominó gran parte de Asia entre los siglos XIII y XIV).

### Establecimiento del imperio y reinado de Babur (r. 1526-1530)
A principios del siglo XVI, descendientes de los mongoles, turcos, persas y afganos invadieron la India bajo el liderazgo de Zahir-ud-Din Babur. Babur era el bisnieto de Tamerlán, quien había invadido la India en 1398, y que fue también durante un breve período líder de un imperio con capital en Samarcanda. Babur estableció en un inicio su gobierno en Kabul, en 1504; más tarde (1526-1530) se convirtió en el primer gobernante mogol. Su intención era la de extender su poder más allá del Punyab donde ya había realizado un importante número de incursiones. La invitación por parte de un líder afgano en el Punyab le dio la oportunidad de llegar hasta el corazón del sultanato de Delhi, gobernado por Ibrahim Lodi.
Babur entró en la India en 1526 junto a un ejército de veteranos compuesto por 12 000 hombres. Se enfrentaron al ejército del sultán, 100 000 hombres con poca experiencia y mucha desunión. Babur venció al sultán en la batalla de Panipat, a unos 90 kilómetros al norte de Delhi. Un año más tarde derrotó a una confederación rashput dirigida por Rana Sangha. Babur murió en 1530 antes de poder consolidar sus triunfos militares. Dejó escrito un libro de memorias, conocido como Babur-nama, diversos jardines en Kabul y Lajore y unos descendientes que culminarían su deseo de establecer un imperio en la zona.

### El reinado de Jumaiún (r. 1530-1556)

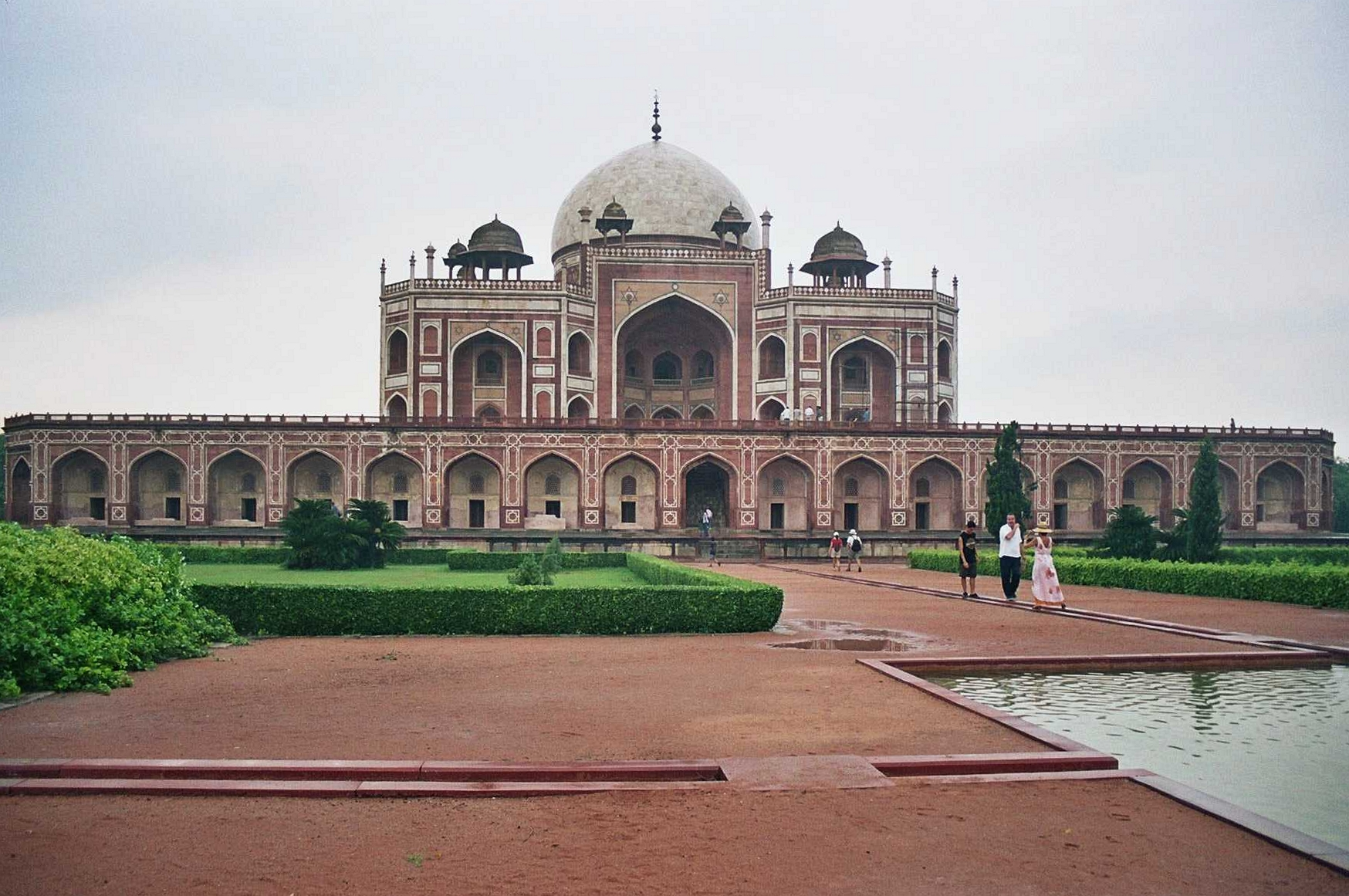
Tumba de Jumaiún en Delhi.

Babur fue sucedido por su hijo Jumaiún (Humayun) que tuvo que enfrentarse con numerosos problemas. Sufrió el ataque por parte de las tropas afganas lideradas por Sher Shah Suri (que fundó la dinastía Suri) y tuvo que exiliarse a Persia, país en el que pasó casi 10 años. En 1545 consiguió conquistar Kabul y reanudó las reivindicaciones sobre la India; tarea que resultó más fácil con el debilitamiento del poder afgano en la zona tras la muerte de Sher Shah Suri en mayo de 1545. Humayun retomó el control de Delhi en 1555.

### El reinado de Akbar  (r. 1556-1605)
Jumaiún murió en 1556, dejando el trabajo de consolidar el imperio a su hijo de trece años Akbar. Tras la decisiva victoria en la segunda batalla de Panipat en 1556, el regente Bayram Khan siguió una vigorosa política de expansión. Tan pronto como Akbar alcanzó la mayoría de edad empezó a liberarse de las influencias de los ministros y la corte y demostró su propia capacidad de liderazgo. Era un adicto al trabajo y no dormía más de tres horas al día. Supervisaba personalmente la implementación de sus políticas administrativas, espina dorsal del Imperio Mogol durante más de 200 años. Siguió conquistando, anexionando  consolidando un territorio que se extendía desde Kabul al noroeste, Cachemira al norte, Bengala al este y más allá del río Narmada en la zona central de India. Su imperio era solo comparable al que 1800 años atrás había consolidado el Imperio Mauria.
Los métodos de administración de Akbar afianzaron su poder sobre la aristocracia afgana y turca y sobre los intérpretes de la ley islámica, la Ulama. Creó un servicio imperial el cual se basaba en habilidad y no en clase social. Sus servidores eran remunerados en dinero y no en tierras y no tenían derecho de herencia, de forma que se centralizaba el poder en el estado y aseguraba su supremacía. Las funciones políticas y militares estaban separadas de las de cobro de impuestos, las cuales recaían bajo los funcionarios del tesoro del imperio. Este sistema administrativo, llamado mansabdari, se basaba en la lealtad y el pago en dinero, lo cual era la base del Imperio Mogol.
Akbar inició en 1571 la construcción de una ciudad amurallada cerca de Agra llamada Fatehpur Sikri. Se construyeron palacios para cada una de las reinas, un extenso lago artificial y suntuosas fuentes de agua. Sin embargo, la ciudad tuvo una vida muy corta y la capital se trasladó a Lahore en 1585. La razón de este cambio fue la falta de agua en Fatehpur. En 1599 Akbar devolvió la capitalidad a Agra, ciudad desde la que gobernó hasta su muerte.
Siendo un astuto gobernante, Akbar apreciaba los desafíos que suponían administrar un imperio tan extenso. Introdujo una política de asimilación de los hindúes que representaban la mayoría de la población. Reclutó a diversos jefes hindúes y les premió con altos cargos en el gobierno; fomentó los matrimonios entre los mogoles y la aristocracia rashput; permitió la construcción de nuevos templos; participó personalmente en festivales hinduistas; y abolió la yizia o impuesto de capitación que se aplicaba a los no musulmanes. Por otra parte se declaró juez supremo de todas las disputas derivadas de la interpretación del Corán y la ley sharia.
Akbar fundó una nueva religión, llamada din-i-ilahi (‘fe divina’) que fusionaba parte de los principios del hinduismo, el islamismo y otras religiones. La nueva religión era compatible con otras en la medida que se demostrara lealtad al emperador. En el fondo, sin embargo, esta nueva religión ofendió profundamente a los musulmanes ortodoxos. El principio de que el islamismo era la religión suprema se vio comprometido. La ulama perdió influencia. La conciliación entre las religiones y la tolerancia hacia los hindúes y musulmanes no ortodoxos causó una reacción entre los musulmanes suníes. Por otra parte, Akbar introdujo otros cambios. Animó a las viudas a casarse de nuevo, fue contrario a los matrimonios entre niños y persuadió a los comerciantes de Delhi de dedicar días especiales de los mercados para las mujeres, hasta entonces recluidas en sus hogares. Al final del reinado de Akbar, el Imperio Mogol se extendía por la mayor parte de la India.
La tolerancia religiosa ocasionó un movimiento de rebeldía por parte de los musulmanes suníes. En la lucha fratricida que precipitó la caída del reinado del nieto de Akbar, Sha Jahan, en 1658, la aristocracia respaldó al militar islamista Aurangzeb en la pugna contra su hermano, el poeta y escritor, Dara Shikoh, al cual venció y mandó decapitar en 1662.

### Los reinados de Jahangir (r. 1605-1627) y Sha Jahán (r. 1627-1658)

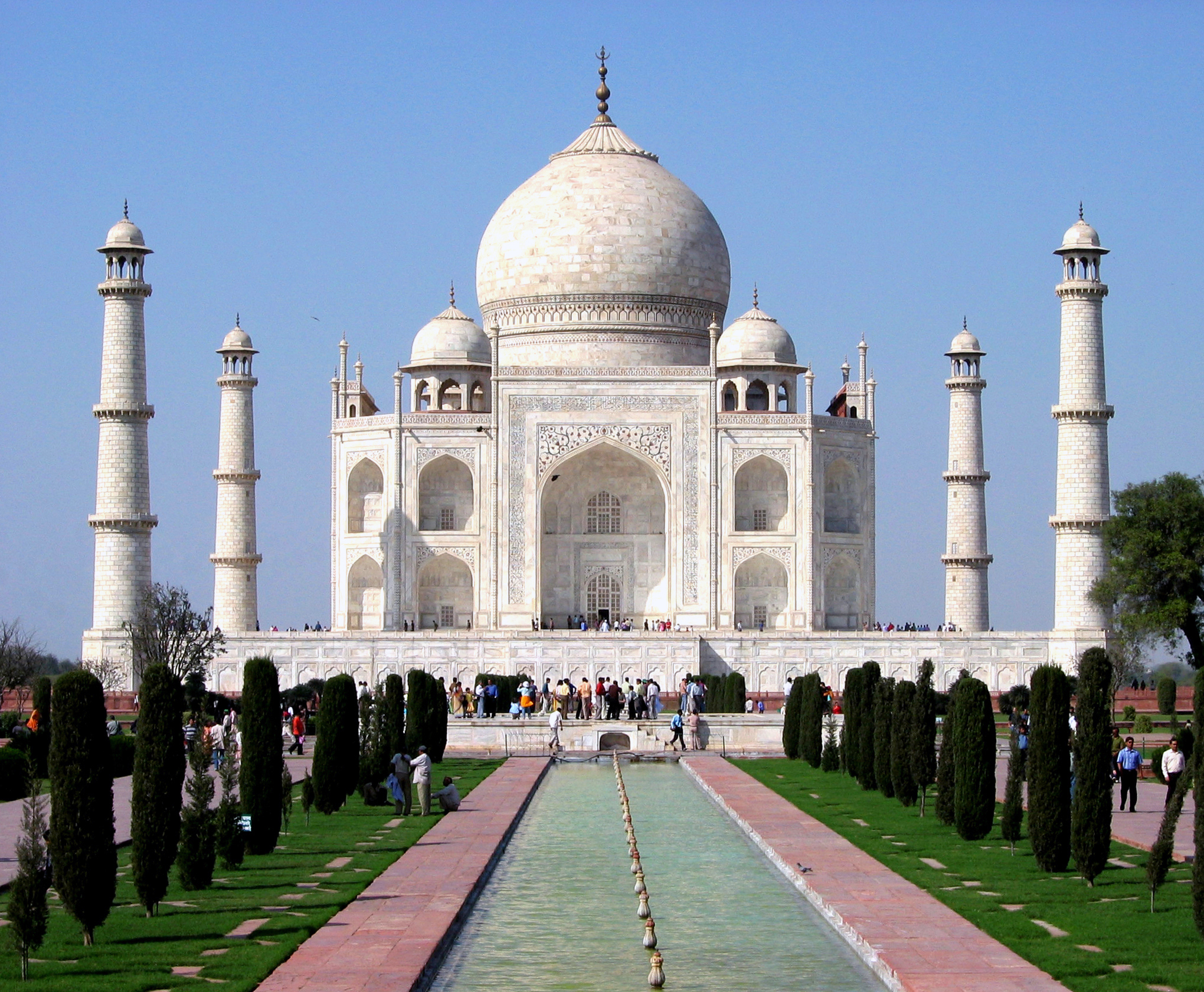
El Taj Mahal construido por el emperador Shah Jahan.

El Imperio Mogol bajo los gobiernos de Jahangir y Sha Jahan se caracterizó por la estabilidad política, una fuerte actividad económica, hermosas pinturas y edificios monumentales. Jahangir se casó con una princesa persa de nombre Nur Yeján (luz del mundo) que se convirtió en el personaje más importante de la corte después del emperador. Como resultado de ello, poetas, artistas y oficiales persas encontraron asilo en la corte mogol. El número de oficiales improductivos, la corrupción y la excesiva representación persa terminaron con la imparcialidad de la corte. Jahangir promovió las conversiones al islamismo; persiguió a los seguidores del jainismo y ejecutó al gurú Áryuna Dev, líder de los sijes. El interés de la emperatriz en asegurar el trono a un príncipe de su elección hizo que Sha Jahan se rebelara en 1622. Ese mismo año los persas tomaron Kandahar en el sur de Afganistán lo que significó un revés en el prestigio del Imperio Mogol.
Entre 1636 y 1646, Sha Jahan envió los ejércitos mogoles a conquistar Decán y otras zonas al noroeste del Imperio Mogol. Aunque sirvieron para demostrar la capacidad militar, estas campañas drenaron la economía del Imperio Mogol. El estado se convertía cada vez más en una máquina militar y los nobles se multiplicaban lo que aumentaba la demanda de ingresos. La unificación política y el mantenimiento de la ley y el orden en un territorio tan extenso fomentó la aparición de grandes centros del comercio y la artesanía como Agra, Lahore, Delhi y Ahmadabad. Estos centros estaban conectados por carreteras y caminos fluviales hasta otros puertos o lugares más lejanos. El mundialmente famoso Taj Mahal se construyó en Agra durante el reinado de Sha Jahan como tumba para su amada esposa Mumtaz Mahal. Este monumento simboliza tanto la arquitectura mogol como los excesivos gastos que se producían en un momento en el que la economía estaba en recesión. La posición económica de campesinos y artesanos siguió sin mejorar, ya que la administración fue incapaz de conseguir cambios en la estructura social.

### El reinado de Aurangzeb (r. 1658-1707)
El último de los grandes emperadores mogoles fue Aurangzeb que llegó al trono tras asesinar a todos sus hermanos y meter en prisión a su padre, Sha Jahan. Durante los 50 años que duró su reinado el Imperio Mogol alcanzó su máxima extensión territorial, alcanzando a dominar casi todo el territorio de la India actual, unificando el Indostán y el Decán, pero mostró también inevitables síntomas de declive.
La burocracia creció de forma desmesurada y corrupta y el ejército quedó atrasado en armamento y tácticas militares. Aurangzeb restableció la ortodoxia musulmana y adoptó duras políticas contra los musulmanes que no demostraban plenamente su fe.
El emperador se vio envuelto en una serie de guerras: se enfrentó contra los pastunes (en Afganistán); los sultanes de Bijapur (en Decán); los marathas (en Majarastra) y los ahoms (en Assam). Las revueltas de los campesinos contra los líderes locales se hicieron habituales. La mayor integración de sus gobiernos con la fe islámica hizo que el pueblo, mayoritariamente hinduista, se sintiera cada vez más lejos del emperador.
Aurangzeb no solo prohibió la construcción de nuevos templos hinduistas, sino que destruyó un gran número de los existentes. Como fundamentalista islámico prohibió la música en la corte, abolió las ceremonias y persiguió a los sijes en Punyab; las guerras continuas contra las federaciones marathas no debilitaron a éstas, sino que las feroces represalias de Aurangzeb provocaron que numerosos clanes leales al Imperio Mogol se unieran paulatinamente a los marathas. Las guerras mismas lanzadas por Aurangzeb causaron un incremento en la extensión territorial del imperio, pero resultaron a la larga excesivamente costosas en recursos, ya que los mogoles gastaban grandes cantidades de hombres y soldados en estos conflictos para obtener a cambio territorios devastados y casi despoblados. Inclusive, hacia 1700 los fracasos de Aurangzeb para conquistar y controlar la totalidad del Decán hicieron que las federaciones marathas se constituyeran en el Imperio Maratha que a lo largo del siglo XVIII desafiaría en un mismo plano a los mogoles.
La crisis económica causada por las guerras de Aurangzeb se manifestaron en el costo excesivo de mantener su maquinaria militar y su burocracia, mientras la recaudación de tributos y el comercio empezaba a decaer por las políticas restrictivas y fundamentalistas del emperador. Inclusive aún antes de la muerte de Aurangzeb en 1707, quedara en evidencia que el poder iba pronto a cambiar de manos.

## Decadencia y extinción
En 1709 subió al trono Bahadur Shah I, que no pudo revertir la decadencia que había empezado en los últimos años de Aurangzeb, y solo reinó hasta 1712. Sus descendientes tuvieron muy cortos reinados, sucediéndose hasta seis emperadores entre 1712 y 1720. En 1720 subió al trono mogol el emperador Muhammad Shah, que pese a sus habilidades gubernativas no pudo impedir la creciente decadencia marcada por los ataques del Imperio Maratha, las revueltas de afganos y pashtunes en el norte, y la corrupción de sus cortesanos. De hecho en el reinado de Muhammad Shah los persas y afganos de Nadir Sah invadieron y saquearon Delhi en 1739, llevándose consigo numerosos tesoros, incluido el Trono del Pavo real.
Tras este terrible acontecimiento el poder del Imperio Mogol se debilitó más aceleradamente, siendo llenado ese vacío por los marathas, el Imperio Sij y los nizam de Hyderabad, mientras los mogoles veían reducido su poder efectivo al área más septentrional del Indostán, perdiendo toda presencia en el Decán. Inclusive cuando la Compañía Británica de las Indias Orientales empezó su predominio en India tras la batalla de Plassey en 1757, los británicos denominaban al monarca mogol como "rey de Delhi" y ya no como "emperador".
El debilitamiento de la Confederación Maratha tras la tercera batalla de Panipat en 1761 no significó alivio para el Imperio Mogol pues ahora la Compañía Británica de las Indias Orientales era el poder mayor en la India. Inclusive en 1803, tras fallidos intentos de asegurar la autoridad de los mogoles sobre su reducido territorio, el emperador Shah Alam II debió aceptar la protección de Gran Bretaña (lo cual equivalía a sujetarse al poder británico), siendo que su dominio ahora se reducía a los actuales estados de Punyab, Haryana, y el norte de Uttar Pradesh. Los británicos no asumieron el gobierno directo sobre el Imperio Mogol, pero sí ejercieron su control indirecto y mantuvieron a los emperadores mogoles como simples símbolos sin poder efectivo; esta situación terminó cuando en la rebelión de 1857 los soldados cipayos sublevados invocaron el liderazgo del último emperador mogol, Bahadur Shah II. Vencida la sublevación, el Raj británico asumió el gobierno directo sobre toda la India y se abolió formalmente el Imperio Mogol.

## Cultura

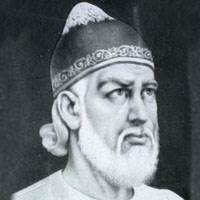
Ghulam Hamdani Mushafi, el primer poeta que se cree que acuñó el nombre «urdu» alrededor de 1780 para un idioma que tuvo una multiplicidad de nombres antes de su tiempo..

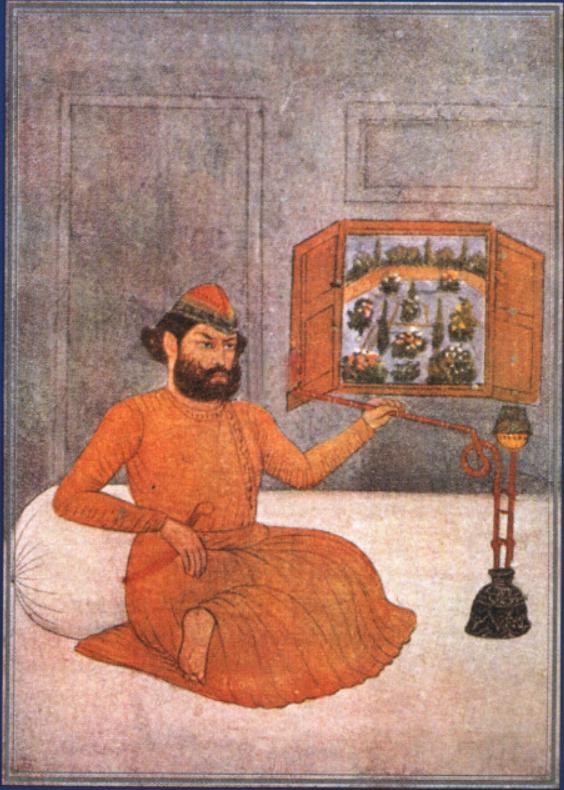
Mir Taqi Mir, un poeta urdu del Imperio Mogol del

El Imperio Mogol fue definitivo en los períodos moderno temprano y moderno de la historia del sur de Asia, con su legado en India, Pakistán, Bangladés y Afganistán que se ve en contribuciones culturales como:
- Gobierno imperial centralizado que consolidó las entidades políticas más pequeñas del sur de Asia.[8]
- La fusión del arte y la literatura persas con el arte indio.[9]
- El desarrollo de la cocina Mughlai, una amalgama de estilos culinarios del sur de Asia, Irán y Asia Central.
- El desarrollo de la ropa, la joyería y la moda mogolas, utilizando telas ricamente decoradas como la muselina, la seda, el brocado y el terciopelo.
- La estandarización del idioma indostaní (el idioma coloquial de Bollywood) y, por lo tanto, el desarrollo del hindi y del urdu.[10]
- La introducción de sofisticadas obras hidráulicas y horticultura al estilo iraní a través de la jardinería mogol.[11]
- La introducción de los baños turcos en el subcontinente indio.
- La evolución y el refinamiento de la arquitectura mogol e india y, a su vez, el desarrollo de la arquitectura palaciega Rajput y Sikh posterior. Un hito famoso de los mogoles es el Taj Mahal.
- El desarrollo del estilo Pehlwani de lucha india, una combinación de malla-yuddha india y varzesh-e bastani persa.[12][13]
- La construcción de escuelas  Maktab, donde a los jóvenes se les enseñaba el Corán y la ley islámica como el Fatawa-i-Alamgiri en sus lenguas indígenas.
- El desarrollo de la música clásica indostaní,[14] e instrumentos como el sitar.[15]

## Arquitectura mogola
La arquitectura mogol(a) hace referencia al estilo arquitectónico indoislámico más famoso que se desarrolló en el imperio mogol (1526-1857) en toda la extensión siempre cambiante de su imperio a partir de la India medieval. Continuando las tradiciones iraníes y locales anteriores, alcanzó una perfección excepcional enriqueciéndolas con elementos europeos y otros completamente nuevos, logrando una amalgama de arquitectura islámica, persa, turca e india. 
La dinastía mogol se estableció en la región en 1526 después de la victoria de Babur en Panipat frente al sultanato de Delhi de la dinastía Lodi. Durante su reinado de cinco años, Babur puso mucho interés en la erección de nuevos edificios, aunque pocos han sobrevivido, entre ellos el Bagh-e Babur en Kabul. Su nieto Akbar (r. 1556-1605) también construyó mucho y eso favoreció que el estilo se desarrollase plenamente durante su reinado. Entre sus logros están la tumba de Humayun (para su padre), el fuerte de Agra (1565-1574) —con una puerta que muestra influencias externas, exhibiendo el grifo asirio, elefantes indios y pájaros—, la fortaleza-ciudad real de Fatehpur Sikri (a unos 40 km al oeste de Agra) y el Buland Darwaza. El hijo de Akbar, Jahangir (1605-1627) encargó los jardines de Shalimar en Cachemira.
La arquitectura mogol alcanzó su cenit durante el reinado de Shah Jahan (r. 1627-1658), quien construyó la Jama Masjid, el fuerte rojo de Delhi, los jardines de Shalimar en Lahore y el monumento mogol más famoso, el Taj Mahal en Agra, construido como tumba para su reina Mumtaz Mahal muerta en 1631 y considerado una de las maravillas del mundo. Las ideas y temas principales de las tumbas de jardín ya habían sido explorados por emperadores mogoles anteriores y esta fue la culminación de todos esos trabajos anteriores, una tumba blanca de 171 m que se eleva sobre un estanque reflectante. 
Aunque el hijo de Shah Jahan, Aurangzeb (r. 1658-1707) encargó edificios como la Badshahi Masjid, en Lahore y Bibi Ka Maqbara en Aurangabad, su reinado correspondió con el declinar de la arquitectura mogol y del propio Imperio. A finales del siglo XVIII, el estilo efectivamente había terminado. Sin embargo, en ese momento los gobernantes de los estados principescos y otras personas ricas de todas las religiones habían adoptado ampliamente versiones del estilo mogol, a menudo llamado «post-mogol», para sus palacios y, cuando correspondía, tumbas. Los patrocinadores hindúes a menudo mezclaban aspectos de la arquitectura de los templos hindúes y la arquitectura tradicional de los palacios hindúes con elementos mogoles y, más tarde, europeos.
Un aspecto importante de la arquitectura mogol es la naturaleza simétrica de los edificios y patios. Los edificios tienen un patrón uniforme de estructura y apariencia, incluyendo el uso de grandes cúpulas bulbosas, esbeltos minaretes en las esquinas, grandes salas, masivas puertas abovedadas y una delicada ornamentación. Sus gobernantes levantaron muchos mausoleos —con edificios monumentales rodeados de jardines en los cuatro lados, y delicados trabajos de ornamentación, incluidos trabajos decorativos de pachin kari y pantallas de celosía jali—, mezquitas, fuertes, jardines y ciudades, encontrándose aun hoy día buenos ejemplos en las actuales India, Afganistán, Bangladés y Pakistán.
Seis elementos de la arquitectura mogol han sido declarados por la Unesco Patrimonio de la humanidad: el fuerte y jardines de Shalimar en Lahore (1981), el fuerte de Agra y el Taj Mahal (1983), la capital Fatehpur Sikri (1988), la tumba de Humayun (1993) y el fuerte rojo de Delhi (2007). Otros cuatro han sido inscritos en las listas indicativas —paso previo para solicitar que sean incluidos en la lista del Patrimonio de la Humanidad— de dos países: Pakistán incluyó la Badshahi Masjid de Lahore (1983), el conjunto de las tumbas de Jahangir, Asif Khan y Akbari Sarai, en Lahore (1993) y la mezquita de Shah Jahan de Thatta (1993) e India incluyó los jardines mogoles de Cachemira (2010).
- El fuerte de Agra (1565-1574), la fortaleza más importante de la India, donde vivieron y desde la que gobernaron los grandes emperadores Babur, Humayun, Akbar, Jahangir, Shah Jahan y Aurangzeb.
- Puerta Lahori  del fuerte rojo de Delhi, construido durante el cenit del imperio bajo Sha Jahan y residencia principal de los emperadores mogoles durante casi 200 años, hasta 1856[23]
- Puerta de Alamgiri del Fuerte de Lahore (siglos XVI y XVII)
- Mezquita Aljama de Delhi (1650-1656), la más grande de la India

- Los grandes mausoleos mogoles
- Tumba de Humayun (1569-1570), Delhi, la primera tumba imperial mogola[24]
- La tumba de Akbar (1605-1613), en Agra, utiliza arenisca roja y mármol blanco, como muchos de los monumentos mogoles.
- Bibi Ka Maqbara (1651-1661), tumba en Aurangabad construida por Azam Shah, hijo del emperador Aurangzeb, en memoria de su madre.
- Tumba de Safdarjung (1753-1754),  mausoleo del nawab Safdar Jang, construido en Nueva Delhi en el estilo mogol tardío

| Destacados edificios de la época mogol | Destacados edificios de la época mogol | Destacados edificios de la época mogol | Destacados edificios de la época mogol                 |
| --- | --- | --- | ------------------------------------------------------ |
| India | Pakistán | Bangladés | Afganistán                                             |
| - Taj Mahal en Agra - Fuerte de Agra en Agra - Buland Darwaza en Agra - Tumba de Akbar en Sikandra - Tumba de Mariam-uz-Zamani en Sikandra - Tumba de Humayun en Delhi - Jama Masjid en Delhi - Fuerte rojo de Delhi - Sunder Nursery en Delhi - Purana Qila en Delhi - Sher Mandal en Delhi - Jardines de Pinjore en Pinjore - Shalimar Bagh en Srinagar - Nishat Bagh en Srinagar - Chasma Shahi en Srinagar - Pari Mahal en Srinagar - Jardines Verinag en Srinagar - Fuerte de Allahabad en Prayagraj - Puente Shahi en Jaunpur - Bibi Ka Maqbara en Aurangabad - Kos Minar en Haryana - Baoli Ghaus Ali Shah en Farrukhnagar | - Badshahi Masjid en Lahore - Jardines de Shalimar en Lahore - Fuerte de Lahore en Lahore - Shahi Hammam en Lahore - Mezquita Wazir Khan en Lahore - Tumba de Jahangir en Lahore - Tumba de Anarkali en Lahore - Tumba de Nur Jahan en Lahore - Tumba de Asif Khan en Lahore - Mezquita Begum Shahi en Lahore - Akbari Sarai en Lahore - Hiran Minar en Sheikhpura - Mezquita Mahabat Khan en Peshawar - Mezquita Shahi Eid Gah en Multan - Mausoleo de Masum Shah en Sukkur - Losar Baoli en Taxila - Makli Necropolis en Thatta - Mezquita Shah Jahan en Thatta | - Mughal Eidgah en Dhaka - Fuerte de Lalbagh en Dhaka - Shahi Eidgah en Sylhet - Mughal Tahakhana en Chapai Nawabganj - Mezquita Sat Gambuj en Dhaka - Masjid-e-Siraj ud-Daulah en Chittagong - Allakuri Masjid en Dhaka - Chawkbazar Shahi Masjid en Dhaka - Laldighi Masjid en Rangpur - Khan Mohammad Mridha Masjid en Dhaka - Wali Khan Masjid en Chittagong - Shaista Khan Masjid, in Dhaka - Musa Khan Masjid, in Dhaka - Shahbaz Khan Masjid, in Dhaka - Kartalab Khan Masjid en Dhaka - Azimpur Masjid en Dhaka - Goaldi Masjid en Sonargaon - Atia Masjid en Tangail - Arifail Masjid en Brahmanbaria - Bazra Shahi Masjid en Noakhali - Masjid Kur en Khulna - Nayabad Masjid en Dinajpur - Ghayebi Dighi Masjid en Sylhet - Hussaini Dalan en Dhaka - Bara Katra en Dhaka - Fuerte de Hajiganj en Narayanganj - Fuerte de Idrakpur en Munshiganj - Choto Katra en Dhaka - Fuerte de Sonakanda en Narayanganj | - Bagh-e-Babur en Kabul - Mezquita Shahjahani en Kabul |

### Arte y literatura

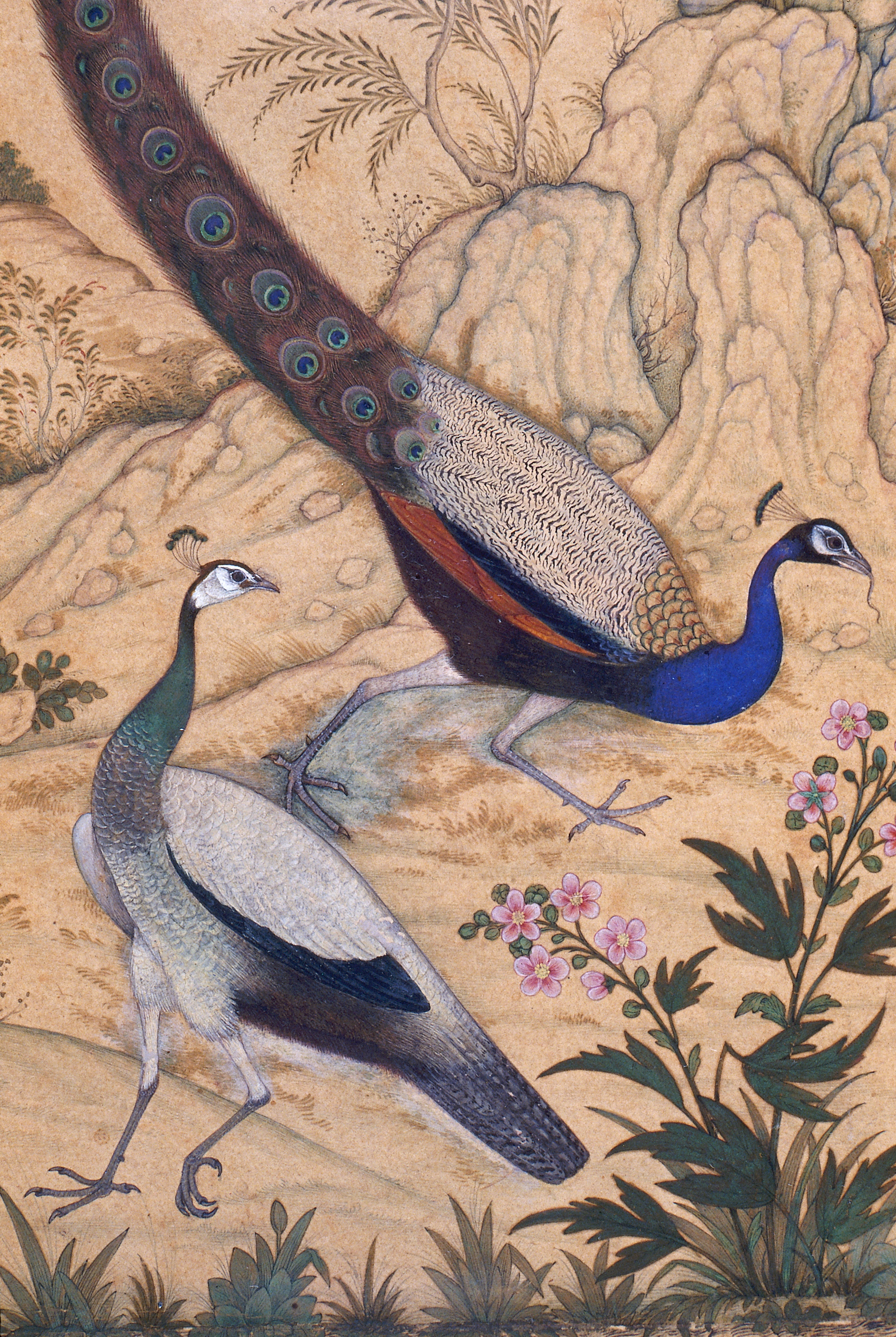
Ilustración del artista mogol del Ustad Mansur

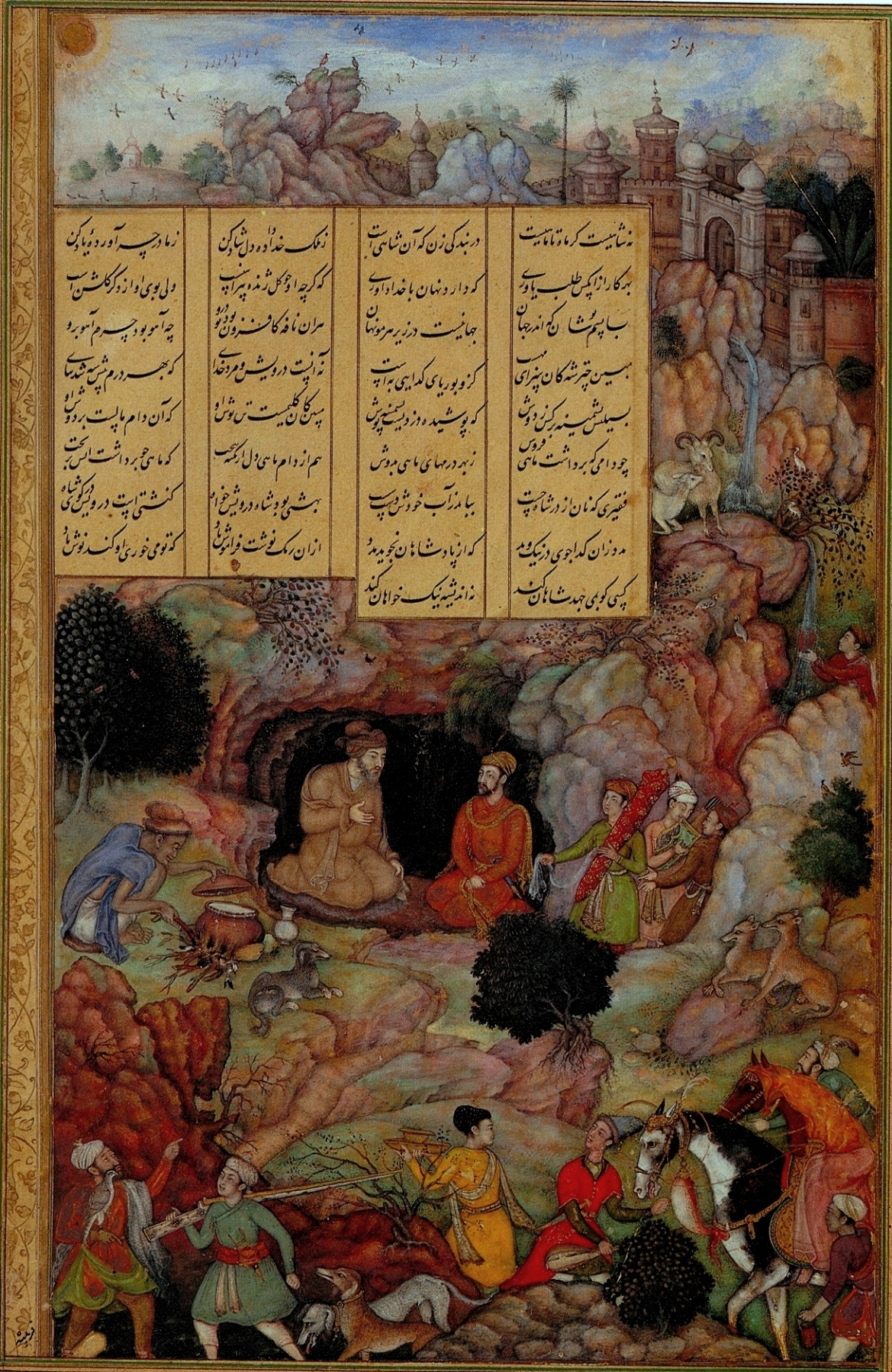
"Alejandro visita al sabio Platón en su cueva de la montaña"; ilustración del artista indio del Basawan, en un folio de un quinteto del poeta indio del Amir Khusrau Dihlavi

La tradición artística mogol, expresada principalmente en miniaturas pintadas, así como en pequeños objetos de lujo, era ecléctica y tomaba elementos estilísticos y temáticos de Irán, India, China y del Renacimiento europeo. Los emperadores mogoles a menudo acogían a encuadernadores, ilustradores, pintores y calígrafos iraníes de la corte safávida debido a los puntos en común de sus estilos timúridas y debido a la afinidad mogol por el arte y la caligrafía iraníes. Las miniaturas encargadas por los emperadores mogoles se centraron inicialmente en grandes proyectos que ilustraban libros con escenas históricas llenas de acontecimientos y de la vida de la corte, pero luego incluyeron más imágenes individuales para álbumes, con retratos y pinturas de animales que mostraban un profundo aprecio por la serenidad y la belleza del mundo natural. Por ejemplo, el emperador Jahangir encargó a artistas brillantes como  Ustad Mansur que retrataran de manera realista la flora y la fauna inusuales en todo el imperio.
Las obras literarias que Akbar y Jahangir ordenaron ilustrar iban desde epopeyas como Razmnama (una traducción persa de la epopeya hindú, el  Mahabharata)  hasta memorias históricas o biografías de la dinastía como Baburnama y Akbarnama, y Tuzk-e-Jahangiri. Álbumes ricamente terminados (muraqqa) decorados con caligrafía y escenas artísticas se montaban en páginas con bordes decorativos y luego se encuadernaban con cubiertas de cuero estampado y dorado o pintado y lacado. Aurangzeb (1658-1707) nunca fue un mecenas entusiasta de la pintura, en gran parte por motivos religiosos, y se alejó de la pompa y del ceremonial de la corte alrededor de 1668, después de lo cual probablemente no encargó más pinturas.

### Idioma

Folio iluminado del Farhang-i-Jahangiri, un diccionario persa compilado durante la era mogol.

Aunque los mogoles eran de origen turcomongol, su reinado promulgó el renacimiento y el apogeo del idioma persa en el subcontinente indio. Junto con el patrocinio literario, el persa fue institucionalizado como lengua oficial y cortesana; esto llevó a que el persa alcanzara casi el estatus de primera lengua para muchos habitantes de la India mogol. Muzaffar Alam  argumenta que los mogoles utilizaron el persa a propósito como vehículo de una cultura política indo-persa general, para unir su diverso imperio. El persa tuvo un profundo impacto en los idiomas del sur de Asia; uno de esos idiomas, hoy conocido como urdu, se desarrolló en la capital imperial de Delhi a finales de la era mogol. Comenzó a usarse en la corte mogola desde el reinado de Shah Alam II y reemplazó al persa como el idioma de la élite musulmana.

## Pintura mogola
Babur, quien fundó el Imperio Mogol (1526) procedente del valle de Ferganá, escribió extensas memorias acerca de sus viajes y experiencias. Jumaiún durante su exilio mantuvo contacto con algunos de los mejores pintores de la corte safaví de Persia, como amante de las artes Jumaiún contrato a algunos de los pintores recién despedidos del prestigioso taller por el sah quien se había convertido a una estricta versión del islamismo que prohibía que se pintaran figuras.
A pesar de que Babur y Jumaiún sentaron precedentes de aprecio por el arte y la literatura, fue hasta el gobierno de Akbar que ocurrió un importante cambio de la historia del arte indio.
Así Akbar convirtiéndose en emperador prematuramente a los 14 años después de que su padre Jumaiún muriera al caer por las escaleras de su biblioteca guiado por un claro gusto personal fundió elementos de las prácticas artísticas de Persia, India y Europa innovando la pintura con una nueva forma.
Debido al interés de Akbar en los relatos de acción e intriga ilustrados contrató a un centenar de artistas para que trabajaran en el taller imperial bajo la dirección de siete pintores de la corte de Irán, las obras que realizaron en conjunto artistas iraníes e indios bajo el realismo petición de Akbar revelan un estilo claramente nuevo dotado de vitalidad, esas obras incluyen:
- Libros de narraciones persas.
- Biografías.
- Textos religiosos hinduistas traducidos al griego.
- Relatos históricos.

Sha Jahan transformó la pintura a una manifestación de las enormes riquezas que poseía, en los retratos cada vez más formalizados donde lucía los mejores textiles y joyas que sustituyeron las escenas narrativas que había introducido Akbar.
Un siglo después Muhammad Shah resucitó un interés por esas lujosas obras que se postergaron durante reinados como el de Aurangzeb (prefería la caligrafía a la pintura.
En 1739 la corte de Muhammad Shah fue saqueada por un caudillo de Irán el tesoro imperial fue robado y la biblioteca y las pinturas destruidas y dispersas.

## Anexo: Gobernantes del Imperio Mogol
| Retrato | Monarca                           | Nombre                                                                                 | Reinado                                                                                | Nacimiento                                   | Muerte                                                    | Notas |
| ------- | --------------------------------- | -------------------------------------------------------------------------------------- | -------------------------------------------------------------------------------------- | -------------------------------------------- | --------------------------------------------------------- | --- |
|         | Bābur بابر                        | Zahir-ud-din Muhammad ظہیر الدین محمد                                                  | 20 de abril de 1526 -26 de diciembre de 1530                                           | 14 de febrero de 1483 Andiyán (Uzbekistán)   | 26 de diciembre de 1530 (47 años) Agra (India)            | Fundó el Imperio |
|         | Humayun ہمایوں                    | Nasir-ud-din Muhammad Humayun نصیر الدین محمد ہمایوں                                   | 26 de diciembre de 1530 - 17 de mayo de 1540 22 de febrero de 1555-27 de enero de 1556 | 6 de marzo de 1508 Kabul                     | 27 de enero de 1556 (47 años) Delhi                       | Humayun fue derrocado en 1540 por Sher Shah Suri del imperio suri, pero regresó al trono en 1555 después de la muerte de Islam Shah Suri (hijo y sucesor de Sher Shah Suri). |
|         | Akbar-i-Azam اکبر اعظم            | Jalal-ud-din Muhammad جلال الدین محمد اکبر                                             | 11 de febrero de 1556 - 27 de octubre de 1605                                          | 15 de octubre de 1542 Umerkot, Pakistán      | 27 de octubre de 1605 (63 años) Agra                      | Su madre, Hamida Banu Begum, era persa. |
|         | Jahangir جہانگیر                  | Nur-ud-din Muhammad Salim نور الدین محمد سلیم                                          | 3 de noviembre de 1605 - 28 de octubre de 1627                                         | 31 de agosto de 1569 Agra                    | 28 de octubre de 1627 (58 años) Jammu y Cachemira, India  | Su madre, Mariam-uz-Zamani, era una princesa rajput. |
|         | Shahryar شہریار                   | Salef-ud-din Mohammed Shahryar سلف الدین محمد شہریار                                   | 7 de noviembre de 1627-19 de enero de 1628                                             | 16 de enero de 1605 Agra                     | 23 de enero de 1628 (23 años) Lahore                      | Hijo menor de Jahangir. Después de la muerte de Jahangir, Shahryar intentó convertirse en emperador y tuvo éxito con la ayuda de su poderosa madrastra Nur Jehan, que también era su suegra. Sin embargo, solo fue titular y sufrió la derrota y fue asesinado a las órdenes de su victorioso hermano Shah Jahan.                                                                                          |
|         | Shah-Jahan شاہ جہان               | Shahab-ud-din Muhammad Khurram شہاب الدین محمد خرم                                     | 19 de enero de 1628 - 31 de julio de 1658                                              | 5 de enero de 1592 Lahore                    | 22 de enero de 1666 (74 años) Agra                        | Bajo su reinado, el Imperio mogol alcanzó la cima de su gloria cultural. Aunque era un comandante militar capaz, Shah Jahan es recordado por sus logros arquitectónicos. Su reinado marcó el comienzo de la edad de oro de la arquitectura mogola. Shah Jahan encargó muchos monumentos, el más conocido de los cuales es el Taj Mahal en Agra, en el que está sepultada su esposa favorita, Mumtaz Mahal. |
|         | Alamgir I عالمگیر                 | Muhy-ud-din Muhammad Aurangzeb محی الدین محمداورنگزیب                                  | 31 de julio de 1658 - 3 de marzo de 1707                                               | 4 de noviembre de 1618 Guyarat               | 3 de marzo de 1707 (88 años) Ahmednagar, India            | Su madre era persa Mumtaz Mahal. Estaba casado con la princesa Dilras Banu Begum de la dinastía Safávida. Estableció la ley islámica en toda la India. Después de su muerte, su hijo menor Azam Shah se convirtió en rey (durante 3 meses). |
|         | Muhammad Azam Shah محمد اعظم شاہ  | Qutb-ud-Din Muhammad Azam قطب الدين محمد اعظم                                          | 14 de marzo de 1707 - 8 de junio de 1707                                               | 28 de junio de 1653 Burhanpur, India         | 8 de junio de 1707 (53 años) Jajau, cerca de Agra, India  | Fue brevemente emperador, reinando durante 3 meses. Era el hijo mayor de Aurangzeb y su principal consorte era Dilras Banu Begum. |
|         | Bahadur Shah بہادر شاہ            | Qutb-ud-Din Muhammad Mu'azzam Shah Alam قطب الدین محمد معزام                           | 19 de junio de 1707 - 27 de febrero de 1712                                            | 14 de octubre de 1643 Burhanpur              | 27 de febrero de 1712 (68 años) Lahore                    | Hizo asentamientos con los marathas, apaciguó a los rajputs y pactó con los sikhs en el Punjab. |
|         | Jahandar Shah جہاندار شاہ         | Mu'izz-ud-Din Jahandar Shah Bahadur معز الدین جہاندار شاہ بہادر                        | 27 de febrero de 1712 - 11 de febrero de 1713                                          | 9 de mayo de 1661 Decán, India               | 12 de febrero de 1713 (51 años) Delhi                     | Muy influido por su gran visir Zulfikar Khan. |
|         | Farrukhsiyar فرخ سیر              | Farrukhsiyar فرخ سیر                                                                   | 11 de enero de 1713 - 28 de febrero de 1719                                            | 20 de agosto de 1685 Aurangabad, Maharashtra | 19 de abril de 1719 (33 años) Delhi                       | Otorgó un firmán a la Compañía Británica de las Indias Orientales en 1717, concediendo a la compañía derechos comerciales libres de impuestos para Bengala, y fortificando sus puestos en la costa este. El decreto permitió a la Compañía Británica de las Indias Orientales importar mercancías a Bengala sin pagar derechos de aduana al gobierno.                                                      |
|         | Rafi ud-Darajat رفیع الدرجات      | Rafi ud-Darajat رفیع الدرجات                                                           | 28 de febrero - 6 de junio de 1719                                                     | 1 de diciembre de 1699                       | 6 de junio de 1719 (19 años) Agra                         | Auge de los hermanos Syed como poderosos agentes. |
|         | Shah Jahan II شاہ جہان دوم        | Rafi ud-Daulah شاہ جہاں دوم                                                            | 6 de junio de 1719 - 17 de septiembre de 1719                                          | junio de 1696                                | 18 de septiembre de 1719 (23 años) Agra                   | Sucedió a Rafi ud-Darajat después de ser elegido por los hermanos Sayyid. |
|         | Muhammad Shah محمد شاہ            | Roshan Akhtar Bahadur روشن اختر بہادر                                                  | 27 de septiembre de 1719 - 26 de abril de 1748                                         | 7 de agosto de 1702 Gazni, Afghanistán       | 26 de abril de 1748 (45 años) Delhi                       | Se deshizo de los hermanos Syed. Sostuvo una larga guerra con los marathas, perdiendo el Decán y Malwa en el proceso. Sufrió la invasión de Nader Shah de Persia en 1739. Fue el último emperador en poseer un control efectivo sobre el imperio. |
|         | Ahmad Shah Bahadur احمد شاہ بہادر | Ahmad Shah Bahadur احمد شاہ بہادر                                                      | 29 de abril de 1748 - 2 de junio de 1754                                               | 23 de diciembre de 1725 Delhi                | 1 de enero de 1775 (49 años) Delhi                        | Las fuerzas mogolas fueron derrotadas por los marathas en la batalla de Sikandarabad. |
|         | Alamgir II عالمگیر دوم            | Aziz-ud-din عزیز اُلدین                                                                 | 3 de junio de 1754 - 29 de noviembre de 1759                                           | 6 de junio de 1699 Burhanpur                 | 29 de noviembre de 1759 (60 años) Kotla Fateh Shah, India | Dominación del visir Imad-ul-Mulk. |
|         | Shah Jahan III شاہ جہان سوم       | Muhi-ul-millat محی اُلملت                                                               | 10 de diciembre de 1759 – 10 de octubre de 1760                                        | 1711                                         | 1772 (60–61 años)                                         | Consolidación del poder por parte de los nawab de Bengala-Bihar-Odisha. |
|         | Shah Alam II شاہ عالم دوم         | Ali Gauhar علی گوہر                                                                    | 10 de octubre de 1760 - 31 de julio de 1788                                            | 25 de junio de 1728 Delhi                    | 19 de noviembre de 1806 (78 años) Delhi                   | Derrota en la batalla de Buxar. |
|         | Jahan Shah IV جہان شاه چہارم      | Bidar Bakht Mahmud Shah Bahadur Jahan Shah بیدار بخت محمود شاه بهادر جہان شاہ          | 31 de julio de 1788 - 11 de octubre de 1788                                            | 1749 Delhi                                   | 1790 (de 40 a 41 años) Delhi                              | Entronizado como un emperador títere por el rohilla Ghulam Kadir, tras el derrocamiento temporal de Alam II. |
|         | Shah Alam II شاہ عالم دوم         | Ali Gauhar علی گوہر                                                                    | 16 de octubre de 1788 - 19 de noviembre de 1806                                        | 25 de junio de 1728 Delhi                    | 19 de noviembre de 1806 (78 años) Delhi                   | Segundo reinado. |
|         | Akbar Shah II اکبر شاہ دوم        | Mirza Akbar میرزا اکبر                                                                 | 19 de noviembre de 1806 - 28 de septiembre de 1837                                     | 22 de abril de 1760 Mukundpur, India         | 28 de septiembre de 1837 (77 años) Delhi                  | Títere bajo la protección británica. |
|         | Bahadur Shah II بہادر شاہ دوم     | Abu Zafar Sirajuddin Muhammad Bahadur Shah Zafar ابو ظفر سراج اُلدین محمد بہادر شاہ ظفر | 28 de septiembre de 1837 - 21 de septiembre de 1857                                    | 24 de octubre de 1775 Delhi                  | 7 de noviembre de 1862 (87 años) Rangún                   | Último emperador mogol. Depuesto por los británicos, se exilió a Burma después de la rebelión de la India de 1857. |